# Ляпин, Захар Кузьмич
Ляпин, Захар Кузьмич (14 сентября 1920 года, Высокая грива, Тогучинский район, Новосибирская область - 1963 год) - Телефонист роты связи 137-го гвардии стрелкового полка (47-я гвардии стрелковая дивизия, 8-я гвардейская армия, 1-й Белорусский фронт), полный кавалер ордена Славы. Принимал участие в Сталинградской битве и освобождении Белоруссии.

## Биография
Родился 14 сентября 1920 года в селе Высокая Грива в семье рабочего. Окончил 4 класса. Работал трактористом в колхозе «Гигант». С 1940 года, проходил службу в Красной Армии в Приморском крае. В действующей армии с 1943 года.

### Военные подвиги
В Польше во время боёв на реке Висла,  8 – 11 августа 1944 года в сложной обстановке под огнем и бомбежкой устранил свыше 30 порывов на линиях связи, чем помог командованию управлять подразделениями во время боя.При отражении контратак истребил 9 немецких солдат, за что 26 августа 1944 года награжден орденом Славы 3-й степени.
В боях 14–15 января 1945 года близ населенного пункта Мониохи (Польша), уже в звании младшего сержанта, под огнем исправил более 20 повреждений на линиях, в ходе боевых действий он и его отделение обеспечили командование полка бесперебойной связью. 17 февраля 1945 года награжден орденом Славы 2-й степени.
Начальник направления связи того же полка гвардии сержант Ляпин в боях  20–24 марта 1945 года на реке Одер в районе города Франкфурт (Германия) Провёл линии связи через подвальные помещения и канализацию, чем защитил от повреждений, а также взял в плен двух вражеских радистов. При отражении контратаки уничтожил четырех гитлеровцев, а также вынес с поля боя тяжело раненного товарища.

### Послевоенные годы
В 1945 году возвратился в родное село. Возглавлял тракторную бригаду Гаревской МТС. 15 мая 1946 года награжден орденом Славы 1-й степени.  Награду получил в конце уборочной страды.В 1955 году Ляпин был направлен работать на животноводческую ферму. Чуткий, отзывчивый, он быстро сумел сплотить коллектив фермы и вывел его в передовые. В 1963 году трагически погиб при исполнении служебных обязанностей.

## Награды
Орден Отечественной войны 2 степени
Орден Славы 3 степени
Орден Славы 2 степени
Орден Славы 1 степени
Медаль «За отвагу»
Медаль «За оборону Сталинграда»
Медаль «За освобождение Варшавы»
Медаль «За взятие Берлина»
Медаль "За победу над Германией в Великой Отечественной войне 1941–1945 гг.»